# Podaxis
Podaxis is een geslacht van schimmels behorend tot de familie Agaricaceae. Het geslacht is beschreven door de Franse botanicus Nicaise Augustin Desvaux en in 1809 geldig gepubliceerd. De typesoort is Podaxis senegalensis. 

## Soorten
Volgens Index Fungorum telt het geslacht 42 soorten:
| Soortnaam              | Auteur(s)                            | Publicatiejaar |
| ---------------------- | ------------------------------------ | -------------- |
| Podaxis africana       | De Villiers, Eicker & Van der Westh. | 1989           |
| Podaxis algericus      | Pat.                                 | 1904           |
| Podaxis anomalus       | Lloyd                                | 1920           |
| Podaxis arabicus       | Pat.                                 | 1887           |
| Podaxis argentinus     | Speg.                                | 1898           |
| Podaxis axatus         | (Bosc) Massee                        | 1890           |
| Podaxis beringamensis  | Priest & M. Lenz                     | 1999           |
| Podaxis calyptratus    | Fr.                                  | 1829           |
| Podaxis carcinomalis   | (L. f.) Fr.                          | 1829           |
| Podaxis chevalieri     | Pat. & Har.                          | 1900           |
| Podaxis deciduus       | Bat.                                 | 1951           |
| Podaxis deflersii      | Pat.                                 | 1890           |
| Podaxis dilabentis     | Bat.                                 | 1951           |
| Podaxis egyptiacus     | Mont.                                | 1835           |
| Podaxis elatus         | Welw. & Curr.                        | 1868           |
| Podaxis emerici        | Berk. ex Massee                      | 1890           |
| Podaxis farlowii       | Massee                               | 1890           |
| Podaxis fastigatus     | Bat.                                 | 1951           |
| Podaxis ferrandii      | Mattir.                              | 1913           |
| Podaxis ghattasensis   | Henn.                                | 1898           |
| Podaxis glaziovii      | Henn.                                | 1897           |
| Podaxis gollanii       | Henn.                                | 1901           |
| Podaxis indicus        | (Spreng.) Massee                     | 1890           |
| Podaxis loandensis     | Welw. & Curr.                        | 1868           |
| Podaxis longii         | McKnight                             | 1985           |
| Podaxis macrosporus    | Speg.                                | 1906           |
| Podaxis mexicanus      | Ellis                                | 1893           |
| Podaxis microporus     | McKnight                             | 1985           |
| Podaxis mossamedensis  | Welw. & Curr.                        | 1868           |
| Podaxis muelleri       | Henn.                                | 1904           |
| Podaxis ovatus         | Rosm.                                | 1900           |
| Podaxis paolii         | Bacc.                                | 1914           |
| Podaxis patagonicus    | Speg.                                | 1898           |
| Podaxis perraldieri    | Pat.                                 | 1897           |
| Podaxis pistillaris    | (L.) Fr.                             | 1829           |
| Podaxis rugospora      | De Villiers, Eicker & Van der Westh. | 1989           |
| Podaxis saharianus     | G. Moreno & Mornand                  | 1997           |
| Podaxis schweinfurthii | Pat.                                 | 1890           |
| Podaxis senegalensis   | Desv.                                | 1809           |
| Podaxis squamosus      | Pat.                                 | 1891           |
| Podaxis strobilaceus   | Copel.                               | 1904           |
| Podaxis subterraneus   | S. Ahmad                             | 1941           |